# Пауль Погге

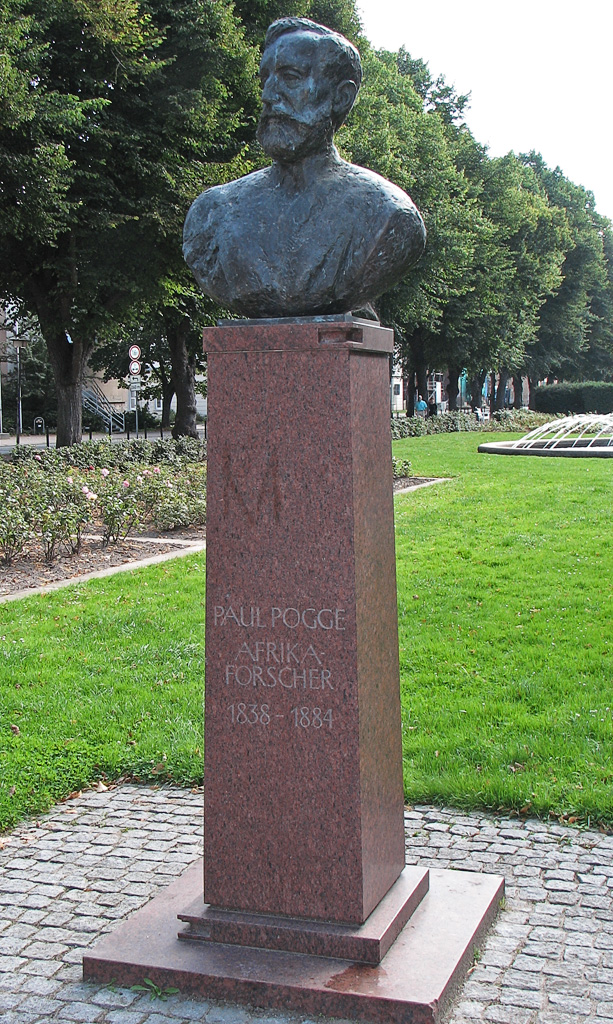
Бюст Пауля Погге в Ростоку

Пауль Фрідріх Йоганн Моріц Погге (нім. Paul Friedrich Johann Moritz Pogge; 24 грудня 1838, Грос-Розі, Мекленбург — Передня Померанія — 16 березня 1884, Луанда) — німецький мандрівник, дослідник Африки.

## Біографія
Народився і жив у маєтку батька. Вивчав юриспруденцію в університетах Берліна, Мюнхена і Гейдельберга, де здобув науковий ступінь доктора права. Будучи пристрасним мисливцем, в 1865—1866 роках здійснив свою першу подорож в Південну Африку в Квазулу-Натал, Капськой колонії.
Повернувшись на батьківщину, продав спадковий маєток і зробив дві експедиції в Центральну Африку, досліджуючи район південного басейну річки Конго, першу — у 1874—1876 рр. і другу — в 1880—1884 рр.
У 1875 році він пройшов від західного узбережжя Африки в Лунду. У першій подорожі, яка фінансувалась товариством Deutschen Gesellschaft zur Erforschung Aequatorial-Afrikas, його супроводжував натураліст Олександр фон Хомайер.
У 1880—1882 рр. за завданням Німецького Африканського суспільства разом з Вісманом здійснив подорож в Центральну Африку. Висадившись в Сан-Паулу-ді-Луанді на західному узбережжі, експедиція перетнула Анголу з заходу на схід до річки Чікапа, а потім по долинах річок Касаї, Санкуру, Ломами (басейн Конго) вийшла до річки Луалаба. Досягла Нуангве у квітні 1882 року. Звідси Погге тим же шляхом повернувся в Анголу. Результатом експедиції було перше дослідження територій між Касаї і Ломамі. Під час експедиції, мандрівники стали першими європейцями, які вступили в контакт з представниками племені тва (батва) народності банту.
Помер, заразившись жовтою гарячкою, через кілька днів після повернення до Луанди.

## Вибрані публікації
- Im reiche des Muata Jamwo. Tagebuch meiner im auftrage der Deustsche gesellschaft zur erforschung aequatorial-afrika's in die Lunda-staaten unternommenen reise, 1880 .[4]
- Pogge and Wissmann's route from the Kasai to Nyangwe, 1881—1882.[5]
- Durchquerung Afrikas T. 1. Unter deutscher Flagge quer durch Afrika von West nach Ost : Von 1880—1883 / ausgef. Paul von Pogge ; Hermann von Wissmann, Globus Berlin Verlag, 1922 — Across Africa, volume 1. Under the German flag across Africa from west to east.[6]